# David Rabadán
David Rabadán Lucas (Madrid, España, 22 de mayo de 2000) es un futbolista español. Juega de centrocampista y su equipo actual es el Ourense CF de la Primera Federación de España.

## Trayectoria
Rabadán jugó para el Atlético Albacete durante tres años antes de ser enviado a préstamo al Philadelphia Union II de la USL Championship.
Solo jugó media temporada en los Estados Unidos, y en octubre de 2020 regresó a España a préstamo al Internacional de Madrid.

## Estadísticas
Actualizado al último partido disputado el 18 de octubre de 2020.
| Club                                 | Div.          | Temporada     | Liga  | Liga  | Copas nacionales(1) | Copas nacionales(1) | Copas internacionales(2) | Copas internacionales(2) | Total | Total |
| Club                                 | Div.          | Temporada     | Part. | Goles | Part.               | Goles               | Part.                    | Goles                    | Part. | Goles |
| ------------------------------------ | ------------- | ------------- | ----- | ----- | ------------------- | ------------------- | ------------------------ | ------------------------ | ----- | ----- |
| Albacete B · España                  | 4.ª           | 2018-19       | 25    | 1     | 0                   | 0                   | 0                        | 0                        | 25    | 1     |
| Albacete B · España                  | 4.ª           | 2019-20       | 19    | 1     | 0                   | 0                   | 0                        | 0                        | 19    | 1     |
| Albacete B · España                  | Total club    | Total club    | 44    | 2     | 0                   | 0                   | 0                        | 0                        | 44    | 2     |
| Philadelphia Union II Estados Unidos | 2.ª           | 2020          | 12    | 0     | 0                   | 0                   | 0                        | 0                        | 12    | 0     |
| Philadelphia Union II Estados Unidos | Total club    | Total club    | 12    | 0     | 0                   | 0                   | 0                        | 0                        | 12    | 0     |
| Internacional de Madrid · España     |               |               |       |       |                     |                     |                          |                          |       |       |
| 3.ª                                  | 2020-21       | 1             | 0     | 0     | 0                   | 0                   | 0                        | 1                        | 0     |       |
| Total club                           | Total club    | 1             | 0     | 0     | 0                   | 0                   | 0                        | 1                        | 0     |       |
| Total carrera                        | Total carrera | Total carrera | 57    | 2     | 0                   | 0                   | 0                        | 0                        | 57    | 2     |